# Pinus densata
Pinus densata je vysokohorská borovice, přírodní třetihorní hybrid několika borovic, rostoucí v čínských a tibetských horách.

## Synonyma
- Pinus prominens
- Pinus sinensis varieta densata
- Pinus tabuliformis varieta densata
- Pinus wilsonii.

## Popis
Stálezelený, jehličnatý strom, dorůstající do výšky 30 m. Kmen dosahuje průměru 1,3 m. Větve stromu jsou rozložité. Koruna je zpočátku vejčitě kuželovitá, později, u starých stromů, široce vejčitá. Borka je v mládí stromu šupinovitá a plátovitá, červenohnědá, u dospělých jedinců tvořená nepravidelnými, čtvercovými a tlustými pláty a tmavošedohnědá. Letorosty v 1. roce lesklé, žlutohnědé a silné, ve 2. a 3. roce červenohnědé. Zimní pupeny hnědé, vejčitě kuželovité, 15 mm dlouhé a 6 mm široké, mírně pryskyřičnaté, s na okraji roztřepenými šupinami, se zahrocenými vrcholy. Jehlice se nejčastěji vyskytují ve svazečcích (Fasciculus) po 2 , občasně též po 3 , jsou 8-14 cm dlouhé, 1-1,5 mm široké, na okrajích jemně vroubkované, přímé a mírně zakroucené, s průduchy ze všech stran; se 3-4 okrajovými, někdy též 1-2 středovými, pryskyřičnými kanálky; u báze s 5-10 mm dlouhými, neopadávajícími svazečkovými pochvami a ostrou špičkou; jehlice přetrvávají na stromě 3 roky. Samčí šištice žlutohnědé, válcovité, 10-18 mm dlouhé a 3-4,5 mm široké. Samičí šištice - šišky visící po jedné či po dvou, přirostlé či na krátké stopce, před rozevřením úzce vejčité, po otevření vejčité či široce vejčité, 4-7 cm dlouhé a 4-6 cm široké, neopadávající, dozráváním leskle hnědé; semenné šupiny kosočtverečné, s vyčnívajícími výrůstky, s příčným ostrým kýlem, s hřbetním trnitým výrůstkem prvního roku růstu šišky; 4-7 mm silné. Semena jsou šedohnědá, elipsovitě vejčitá, 4-6 mm dlouhá, s 15-20 mm dlouhým křídlem. Strom kvete v květnu, semena dozrávají v říjnu příštího roku.

## Příbuznost
Borovice Pinus densata je blízce příbuzná borovici Pinus yunnanensis. Borovice Pinus densata je považována za třetihorní hybrid třech druhů borovic: Pinus yunnanensis × tabuliformis × neznámý druh; dnes rostou tyto tři druhy odděleně, daleko od sebe: Pinus densata roste vysoko v horách, Pinus yunnanensis roste jižněji, Pinus tabuliformis (Čínská červená borovice / deskovitá) severněji; čtvrtý druh je neznámý.

## Výskyt
Domovinou stromu je: Čína (provincie Čching-chaj, Jün-nan, S’-čchuan); a Tibet.

## Ekologie
Vysokohorský strom, rostoucí v nadmořských výškách 2600-4200 m. V nejvyšších polohách tvoří monokulturní porosty, v nižších polohách tvoří smíšené lesy s: Pinus armandii, Pinus yunnanensis. Mrazuvzdorný do –23 °C. Díky pravděpodobnému hybridnímu původu má Pinus densata mnohem vyšší odolnost vůči mrazu, než její rodiče, kteří se v takových výškách, jako Pinus densata, nevyskytují.

## Využití člověkem
Pro výskyt vysoko v horách je strom využíván zřídka, před přibližně sto lety byl využíván pro dřevo, ze kterého se vyráběly pochodně a jiné, a pro pryskyřici. V západní Číně je Pinus densata navrhována k zalesňování hor. Velmi vzácně je pěstována v arboretech a botanických zahradách v Evropě.

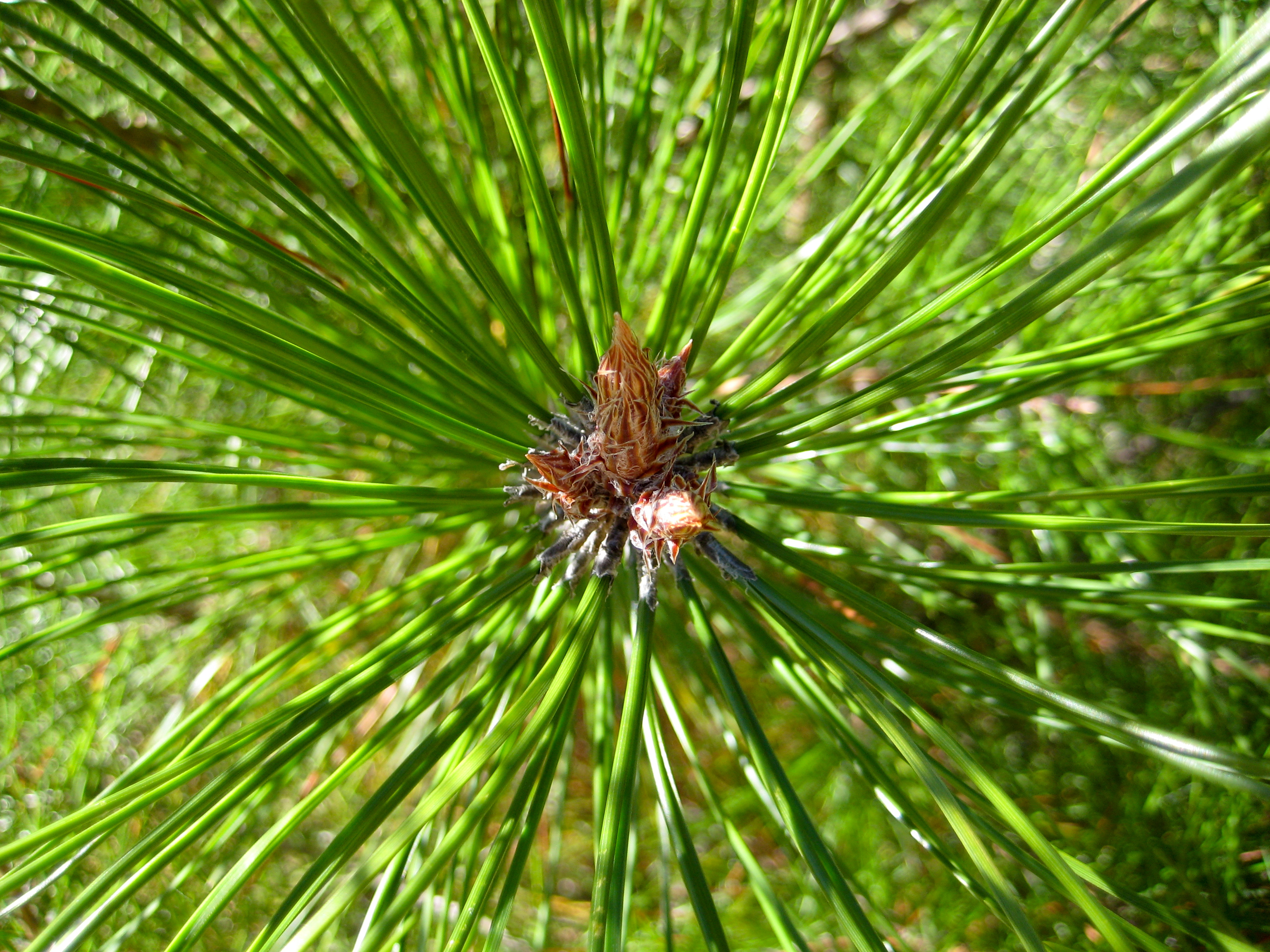
Pinus densata jehlice a pupeny. Údolí Jiuzhaigou Valley, provincie S’-čchuan, Čína

## Ohrožení
Populace stromu je stabilní, není ohrožen. Strom se též nachází v několika chráněných oblastech.